# Стаффорд, Генри, 1-й барон Стаффорд
Генри Стаффорд (англ. Henry Stafford; 18 сентября 1501, Пенсхерст-плейс, Кент, Королевство Англия — 30 апреля 1563) — английский аристократ, 1-й барон Стаффорд с 1547 года, сын Эдуарда Стаффорда, 3-го герцога Бекингема. После казни отца в 1521 году остался без наследства, позже получил часть семейных владений и баронский титул.

## Биография
Генри Стаффорд был единственным сыном Эдуарда Стаффорда, 3-го герцога Бекингема, и его жены Элеоноры Перси. Он принадлежал к одному из самых знатных и влиятельных семейств Англии: Стаффорды были потомками дочери младшего из сыновей короля Эдуарда III, они владели обширными землями, с которых получали огромный доход. По женской линии они состояли в близком родстве с Тюдорами — Эдуард приходился двоюродным братом жене короля Генриха VII, а Генри соответственно был троюродным братом Генриха VIII.
Стаффорд родился 18 сентября 1501 года в Пенсхерст-плейс, одном из семейных поместий в Кенте. При жизни отца он носил титул учтивости граф Стаффорд. 16 февраля 1519 года отец женил Генри на Урсуле Поул — дочери сэра Ричарда Поула и Маргарет, графини Солсбери в своём праве, внучке Джорджа Кларенса и троюродной сестре Генриха VIII. Этот брак был устроен с одобрения первого министра, кардинала Томаса Уолси. Приданое невесты составило три тысячи марок, а в случае получения Маргарет отцовского наследства оно должно было увеличиться ещё на тысячу.
В 1521 году герцог Бекингем был казнён за государственную измену. Его владения и титулы были конфискованы, так что Генри потерял наследство Стаффордов. Позже он получил от короля часть этого имущества (в частности, в 1531 году ему были пожалованы манор и замок Стаффорд). Известно, что в 1528 году Генри вступил в юридическую корпорацию Грейс-Инн, в 1536 году был назначен мировым судьёй в Стаффордшире и Шропшире. В 1548 году его вызвали в парламент как лорда, так что он стал 1-м бароном Стаффордом. В 1554 году Генри обратился к королеве Марии с жалобами на свою бедность, и та назначила его камергером казначейства (эта должность приносила барону 50 фунтов в год). В 1558—1559 годах Стаффорд был лордом-лейтенантом Стаффордшира.

## Семья
В браке Генри Стаффорда и Урсулы Поул родились семь сыновей и семь дочерей, по именам известны 12 детей:
- Генри (родился до 1533 — умер до 1534)[8];
- Генри (до 1534—1566), 2-й барон Стаффорд[9];
- Томас (до 1534—1557)[10];
- Эдуард (1536—1603), 3-й барон Стаффорд[11];
- Ричард, отец Роджера, 6-го барона Стаффорда[12];
- Уолтер (приблизительно 1539 — после 1571)[13];
- Дороти (умерла в 1604), жена сэра Уильяма Стаффорда[14];
- Элизабет, жена сэра Уильяма Невилла;
- Энн, жена сэра Генри Уильямса;
- Сьюзен;
- Джейн.